# Eginhard van Utrecht
Eginhard  was bisschop van Utrecht rond het jaar 845.
Eginhard is alleen bekend uit de "immuniteitsoorkonde" van keizer Lotharius I van 21 maart 845 waarin hij bisschop van Utrecht genoemd werd.